# 알폰스 무하
알폰스 마리아 무하(체코어: Alfons Maria Mucha [ˈalfons ˈmuxa], 1860년 7월 24일~1939년 7월 14일)는 체코의 화가이며 장식 예술가이다. 아르누보 시대의 대표적인 일러스트레이터이다.

## 생애

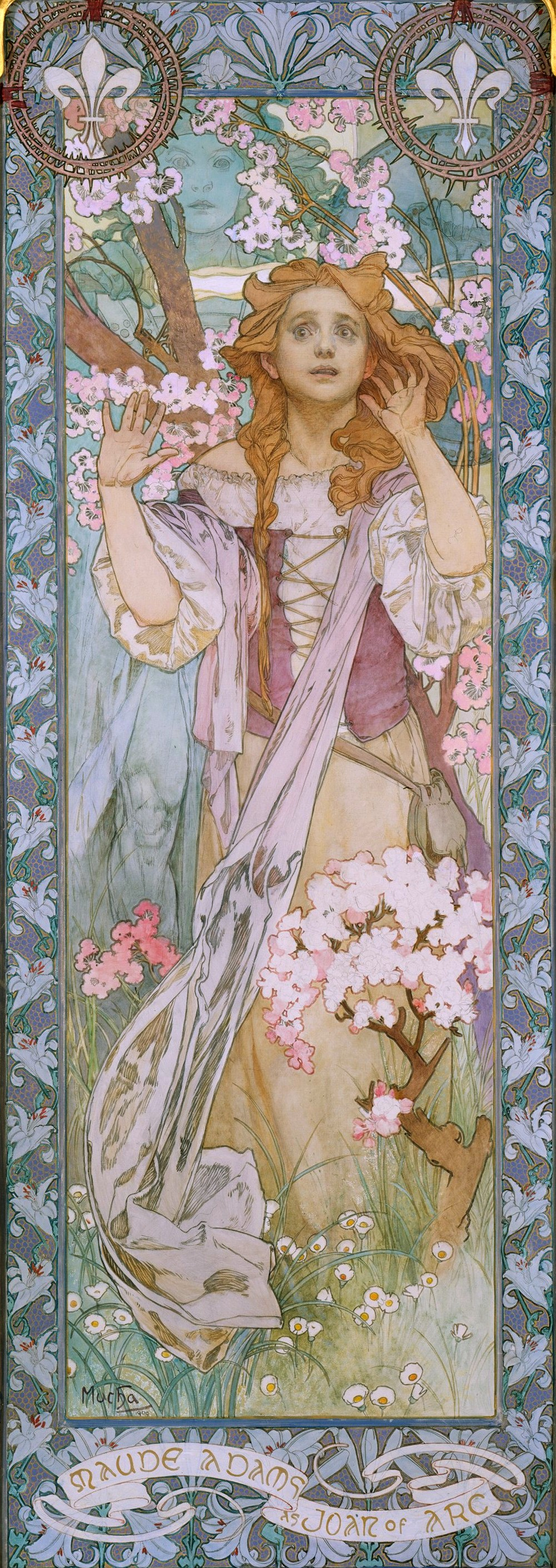
모드 아담스가 모델이 된 잔다르크, 1909

무하는 모라비아의 이반치체에서 태어났다. 그의 노래에 대한 재능 때문에 브르노의 고등학교에 다닐 수 있었지만, 무하는 어렸을 때부터 미술을 사랑했다. 1879년 빈으로 옮겨 무대 배경을 제작하는 회사에서 그림을 그렸다. 1881년 작업장에 불이 나서 회사가 문을 닫게 되자 그는 모라비아로 돌아가서 프리랜스로 장식 예술과 초상화를 그렸다. 미쿨로프의 카를 쿠헨 백작이 흐루쇼바니 엠마호프 성과 벽화를 부탁한 뒤에 그의 그림에 감명받아 뮌헨 미술원에서 정식으로 미술을 배울 수 있도록 지원해 주었다.
1887년에는 프랑스 파리로 가서 Académie Julian과 Académie Colarossi에서 미술을 배우면서 잡지와 광고 삽화를 그렸다. 1894년 Théâtre de la Renaissance에서 배우 사라 베르나르를 알리기 위한 석판 포스터를 만들었는데, 무하의 아름다운 포스터는 큰 호평을 받아 유명해졌다.
그는 이때부터 많은 회화, 포스터, 광고와 책의 삽화를 그리고 보석, 카펫, 벽지등을 제작하게 되는데 이러한 스타일은 아르누보를 대표하는 양식으로 이후 널리 알려지게 된다. 가장 유명한 그의 전형적인 회화는 젊고 건강한 여성이 네오클라식 양식의 옷을 입고 꽃으로 장식된 아름다운 그림이다. 그의 아르누보 스타일은 많은 사람들이 흉내 내었다. 그러나 정작 그는 이런 상업적인 성공에 대해 부담스러워 했으며 보다 고상하고 위엄있는 예술과 고향에 대한 예술적 관심에 집중하고 싶어했다.
1906년 미국에 초대받아 1910년까지 있었다. 체코 공화국으로 돌아온 후에 그는 프라하에서 멀지 않은 즈비로그 성의 거대하고 크리스탈로 된 큰 방안에서 자신의 작품에 몰두하였다. 이후 18년 동안 그의 붓 아래에서 20개의 기념비적인 웅장한 작품이 나왔다. 슬라브 민족 역사에 있어서 변혁의 단계를 묘사한 것으로 특히 <조국의 역사에 선 슬라브인들> <불가리아 황제 시메온> <얀 후스의 설교> <그룬반트 전투가 끝난 후> <고향을 떠나는 얀 코멘스키> <러시아의 농노해방령>과 같은 작품이 있다. 이 기간 동안 그는 현대적 스타일로 프라하에서 가장 유명한 건물들이었던 <임페리얼> 그리고 자치의회 건물인 <유럽>의 인테리어 작업을 했다. 또한 곧 준공될 성 비투스 대성당의 메인 유리를 스케치했다. 1918년 독립된 체코 정부가 형성된 후에 무하는 <관제적 양식>인 체코의 기하학적 양식의 창조에 몰두했다. 그의 재능은 새 정부가 쓸 우표, 은행권, 문서 등을 디자인했다. 1928년 그는 슬라브 서사시를 완성하고 프라하에 이를 헌정했다. 당시의 프라하에서는 모든 <슬라브 서사시> 작품 전체를 전시할 만한 갤러리를 찾을 수 없었다. 슬라브 서사시는 전쟁후에 일시적으로 모라비아 성에 일시적으로 출품하였다. 체코어로는 Moravsky krumlov로 1963년부터 관람이 가능했다. 그의 인생 말엽에 무하에 대한 대중들의 관심은 사라졌다. 1930년 체코에서 그의 작품들은 낡은 기능주의 전성시대의 산물인 구식이며 지나치게 민족주의를 강조한 작품으로 간주되었다. 체코슬로바키아의 첫 번째 우표는 무하에 의해 만들어졌다. 무하의 애국심은 히틀러의 독일 정부가 그를의 적으로 간주한 명부에 포함할 만큼 유명했다. 1939년 3월 프라하가 독일에게 점령된 후에 게슈타포는 몇 번이나 고령에 다다른 무하를 검거해서 심문을 가했다. 그 결과 무하는 폐렴을 앓게 되었고 1939년 7월 14일에 사망했다. 알폰스 무하는 비셰그라드의 국립 묘지에 안장되었다. 무하의 작품세계는 프라하 박물관에 헌정되었고 슬라브 서사시 연작은 모라비아 크루믈에서 전시되었다. 또한 무하 삶의 초기 시대에 관한 전시회가 열렸던 <ИВАНЧИЦ>법원의 건물이 복원되었다.
세계의 많은 주요한 박물관과 화랑들에는 무하의 많은 작품들을 전시하고 있다. 현재 예전의 박람회 단지에서 멀지않은 프라하의<СТРМОВК>공원에 <슬라브 서사시> 전시를 위해 특별히 고안된 건물의 건축 설계가 진행 중이다. 소행성 5122는 무하의 명성을 기려서 명명한 것이다.

## 같이 보기
- 아르누보